# Krásné (Tři Sekery)
Krásné (německy Schönthal) je vesnice, část obce Tři Sekery v okrese Cheb v Karlovarském kraji. Nachází se asi jeden kilometr severně od Třech Seker. Je zde evidováno 113 adres. V roce 2011 zde trvale žilo 278 obyvatel.
Krásné leží v katastrálním území Krásné u Tří Seker o rozloze 7,9 km².

## Historie
První písemná zmínka o vesnici pochází z roku 1838.

## Obyvatelstvo
Při sčítání lidu v roce 1921 zde žilo 383 obyvatel, z nichž bylo 370 obyvatel německé národnosti, jeden jiné národnosti a 12 cizozemců. K římskokatolické církvi se hlásilo 382 obyvatel, jeden k evangelické.
| Rok            | 1869 | 1880 | 1890 | 1900 | 1910 | 1921 | 1930 | 1950 | 1961 | 1970 | 1980 | 1991 | 2001 | 2011 | 2021 |
| -------------- | ---- | ---- | ---- | ---- | ---- | ---- | ---- | ---- | ---- | ---- | ---- | ---- | ---- | ---- | ---- |
| Počet obyvatel | 381  | 383  | 355  | 366  | 436  | 383  | 347  | 117  | 247  | 232  | 207  | 164  | 198  | 278  | 301  |
| Počet domů     | 45   | 46   | 41   | 47   | 50   | 50   | 55   | 57   | -    | 62   | 55   | 54   | 66   | 94   | 115  |

| Rok            | 1869 | 1880 | 1890 | 1900 | 1910 | 1921 | 1930 | 1950 | 1961 | 1970 | 1980 | 1991 | 2001 | 2011 | 2021 |
| -------------- | ---- | ---- | ---- | ---- | ---- | ---- | ---- | ---- | ---- | ---- | ---- | ---- | ---- | ---- | ---- |
| Počet obyvatel | 640  | 620  | 598  | 616  | 683  | 585  | 515  | 192  | 247  | 232  | 207  | 164  | 198  | 278  | 301  |
| Počet domů     | 78   | 79   | 74   | 80   | 83   | 82   | 87   | 89   | -    | 62   | 55   | 54   | 66   | 94   | 115  |

## Obecní správa
Při sčítání lidu v letech 1850–1879 Krásné bylo osadou obce Tři Sekery v okrese Planá. V letech 1880–1889 bylo osadou obce Tři Sekery u Tachova v okrese Planá. V letech 1890–1959 bylo samostatnou obcí, se kterým patřilo nejprve do okresu Planá, ale v letech 1900–1950 v okrese Mariánské Lázně. Od roku 1960 je opět částí obce Tři Sekery v okrese Cheb.

## Pamětihodnosti
- Pomník obětem první světové války
- Masarykova lípa z roku 1918